# Pattinaggio di velocità ai IX Giochi asiatici invernali - 5000 metri femminile
La gara dei 3000m femminile si è svolta il 10 febbraio 2025 allo Heilongjiang Winter Sports Training Center di Harbin, in Cina.

## Risultati
| Rank | Pair | Atleta             | Tempo   | Note |
| ---- | ---- | ------------------ | ------- | ---- |
| 1    | 5    | Yang Binyu         | 4:08.54 |      |
| 2    | 6    | Han Mei            | 4:09.06 |      |
| 3    | 4    | Tai Zhien          | 4:12.01 |      |
| 4    | 5    | Nadezhda Morozova  | 4:12.70 |      |
| 5    | 4    | Park Ji-woo        | 4:16.82 |      |
| 6    | 2    | Kristina Shumekova | 4:17.08 |      |
| 7    | 3    | Kang Soo-min       | 4:20.50 |      |
| 8    | 6    | Yuka Takahashi     | 4:20.73 |      |
| 9    | 1    | Yuna Onodera       | 4:21.12 |      |
| 10   | 2    | Kyoko Nitta        | 4:21.96 |      |
| 11   | 1    | Jeong Yu-na        | 4:27.68 |      |
| 12   | 3    | Arina Ilyachshenko | 4:40.44 |      |